# Kadua nukuhivensis
Kadua nukuhivensis ist eine Pflanzenart aus der Gattung Kadua in der Familie der Rötegewächse (Rubiaceae). Sie kommt endemisch nur auf einer Insel der im südlichen Pazifik gelegenen Marquesas-Inseln vor.

## Beschreibung

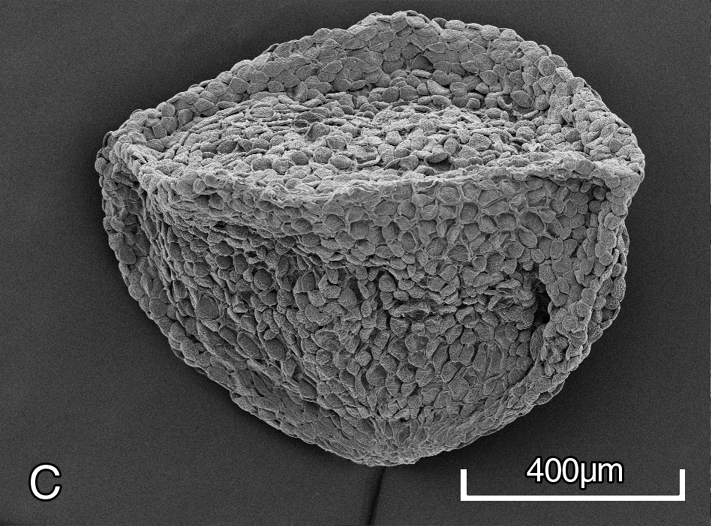
Samen von Kadua nukuhivensis unter dem Rasterelektronenmikroskop

### Vegetative Merkmale
Kadua nukuhivensis wächst als Strauch oder kleiner Baum, der Wuchshöhen von 2,5 bis 6 Meter und Stammdurchmesser von bis zu 0,2 Meter erreichen kann. Alle Triebe sind unbehaart. Die 0,7 bis 0,9 Zentimeter dicken zylindrischen Zweige weisen zusammengedrückte Internodien auf. Die Borke ist grau- bis schwarzbraun.
Die gegenständig an den Zweigen angeordneten Laubblätter sind in einen Blattstiel und eine Blattspreite gegliedert. Der gefurchte Blattstiel ist 0,8 bis 1,3 Zentimeter lang und 0,2 bis 0,3 Zentimeter dick. Die einfache, papierartige bis leicht ledrige Blattspreite ist bei einer Länge von 8 bis 18 Zentimetern sowie einer Breite von 6 bis 10,5 Zentimetern verkehrt-eiförmig über elliptisch-verkehrt-eiförmig bis länglich. Die Spreitenbasis läuft keilförmig zu, die Spreitenspitze ist stumpf oder abgerundet und der ganzrandige Spreitenrand kann leicht zurückgebogen sein. Von jeder Seite des an der Oberseite gefurchten Blattmittelnerves zweigen sieben bis neun auffällige Seitennerven ab.
Die inter- und intrapetiolaren Nebenblätter ähneln den Laubblättern, sind mit der Basis des Blattstieles verwachsen und bilden dadurch eine becherförmige Blattscheide mit einer spitz zulaufenden Spitze. Die dreieckige Blattscheide ist 2,5 bis 3 Millimeter lang und 5 bis 6 Millimeter breit.

### Generative Merkmale
Die endständigen, sehr selten auch seitenständigen zymösen schirmrispigen Blütenstände werden 7 bis 13 Zentimeter lang. Der kräftige und zusammengedrückte Blütenstandsstiel ist 3 bis 6 Zentimeter lang, kann aber auch vollständig fehlen. Die Blütenstände enthalten 12 bis 30 Einzelblüten.
Die vierzähligen, duftenden Blüten sind radiärsymmetrisch und wahrscheinlich dimorph. Der verkehrt-kegelförmige Blütenbecher wird rund 3 Millimeter lang. Die Kelchblätter sind miteinander zu einer etwa 2 Millimeter langen, becherförmigen Kelchröhre verwachsen. Die Kelchlappen sind bei einer Größe von 0,3 bis 0,5 Millimetern breit-dreieckig geformt. Die fleischigen, weißen bis blass rosafarbenen Kronblätter sind stieltellerförmig miteinander verwachsen. Die Kronröhre erreicht eine Länge von 2,6 bis 2,8 Zentimeter sowie einen Durchmesser rund 2 Millimeter. Die vier zurückgebogenen Kronlappen sind bei einer Länge von 1 bis 1,5 Zentimetern sowie einer Breite von 0,3 bis 0,5 Zentimetern linealisch-lanzettlich und haben an der Spitze einen hakenförmiges, zurückgebogenes Anhängsel. Die 3 bis 4 Millimeter langen Staubblätter sind nahe am Grund der Kronröhre inseriert. Der Griffel ist 1,7 bis 1,9 Zentimeter lang und die zweifach gelappte Narbe wird etwa 3 Millimeter groß.
Die Kapselfrüchte sind bei einer Länge von 1,5 bis 2,5 Zentimeter und einer Dicke von 0,7 bis 1,4 Zentimeter kreisel- bis verkehrt birnenförmig geformt und stehen an einem kräftigen, rund 0,6 Zentimeter langen Stiel. Die stumpf zulaufende Spitze der Kapselfrüchte unterteilt sich in mehrere Segmente. Jede der Früchte enthält mehrere dunkelbraune Samen, welche 1 bis 1,3 Millimeter lang und 0,5 bis 0,9 Millimeter breit werden. Sie sind breit-elliptisch bis unregelmäßig geformt und die Samenschale ist warzig.

## Verbreitung
Das natürliche Verbreitungsgebiet von Kadua nukuhivensis liegt auf den Marquesas-Inseln im südlichen Pazifik. Kadua nukuhivensis ist ein Endemit, der nur auf der Insel Nuku Hiva vorkommt. Soweit bisher bekannt umfasst das Verbreitungsgebiet die dem Wind abgewandte Seite der Gebirge in der Region Terre Déserte, im oberen Tapuaehu-Tal.
Kadua nukuhivensis gedeiht in Höhenlagen von 1000 bis 1065 Metern. Die Art wächst dort in feuchten Wäldern und im Buschland entlang von Bergkämmen. In diesen Wäldern wachsen verschiedene Arten von Cyrtandra, Hernandia, Stechpalmen (Ilex), Melicope, Eisenhölzern (Metrosideros), Brechsträuchern (Psychotria) und Weinmannia sowie zahlreiche Gefäßsporenpflanzen während im Buschland verschiedene Arten von Alsophila, Zweizähnen (Bidens), Dicranopteris, Elaphoglossum, Freycinetia, Lampenputzergräsern (Pennisetum) und Styphelia wachsen.

## Taxonomie
Die Erstbeschreibung als Hedyotis nukuhivensis erfolgte 2000 durch David H. Lorence und Jacques Florence in Adansonia. Im Jahr 2005 überführten Warren L. Wagner und David H. Lorence die Art als Kadua nukuhivensis in Systematic Botany in die Gattung Kadua. Das Artepitheton nukuhivensis verweist auf das Verbreitungsgebiet der Art.
Kadua nukuhivensis ähnelt Kadua tahuatensis im morphologischen Erscheinungsbild sehr. Molekulare Untersuchungen haben gezeigt, dass es sich um Schwesterarten handelt.